# خانم سلطان
خانم سلطان هو الاسم الذي يطلق على حفيدات آل عثمان اللاتي لا ينتسب آباؤهن لآل عثمان.